# Netzvertrag
Netzverträge bilden die Geschäftsgrundlage für Strom- und Gasnetzbetreiber aus vertraglicher Sicht. Folgende Vertragsarten existieren:
1. Im Netzanschlussvertrag wird der Anschluss von Energieverbrauchsanlagen an das Strom- bzw. Gasnetz geregelt. Der Vertragspartner ist der sogenannte „Anschlussnehmer“. Der Vertrag bezieht sich stets auf einen bestimmten Netzanschlusspunkt.
2. Im Anschlussnutzungsvertrag wird die Nutzung des Anschlusses zur Energieentnahme oder Energieeinspeisung („Einspeisevertrag“) geregelt. Der Vertragspartner ist der sogenannte „Anschlussnutzer“. Der Vertrag bezieht sich stets auf einen bestimmten Netzanschlusspunkt und eine bestimmte Entnahme- oder Einspeisestelle.
3. Im Netznutzungsvertrag wird der Zugang zum Strom- bzw. Gasnetz für den Transport / die Verteilung von Energie über das Netz geregelt. Der Vertragspartner ist der sogenannte „Netznutzer“. Der Vertrag bezieht sich stets auf einen bestimmten Netzanschlusspunkt und eine bestimmte Entnahmestelle.
4. Der Lieferantenrahmenvertrag ist eine Variante des Netznutzungsvertrages, bei der der Netzzugang zu einer Vielzahl von Netzanschlusspunkten und Entnahmestellen ermöglicht wird; Vertragspartner sind Energielieferanten.
Spezialformen:
5. Beim Weiterverteilervertrag handelt es sich um ein Bündel aus Netzanschluss-, Anschlussnutzungs- und Netznutzungsvertrag. Er wird mit einem Weiterverteiler (einem nachgelagerten Energieversorger, z. B. einem Stadtwerk) geschlossen. Er kann sich auf mehrere Netzanschlusspunkte und Entnahmestellen beziehen.
6. Beim Straßenbeleuchtungsvertrag handelt es sich um ein Bündel aus Netzanschluss-, Anschlussnutzungs- und Netznutzungsvertrag. Er wird in der Regel mit einer Gemeinde geschlossen. Er kann sich auf mehrere Netzanschlusspunkte und Entnahmestellen beziehen, an denen Straßenbeleuchtungsnetze angeschlossen sind.

## Weitere Informationen
Anschlussnutzer (bei Energiebezug) und Netznutzer sind personenidentisch. Ein Netznutzungsvertrag wird nur dann abgeschlossen, wenn der Anschlussnutzer den Netzzugang nicht mit seinem Energielieferanten vertraglich vereinbaren möchte (kein „All-inclusive-Vertrag“).
Der Netzanschluss ist im neuen Energiewirtschaftsgesetz vom 13. Juli 2005 in Abschnitt 2 des 3. Teils (§§ 17 ff.) geregelt.
Die Anschlussnutzung für Letztverbraucher in Niederspannung bzw. Niederdruck ist im neuen Energiewirtschaftsgesetz vom 13. Juli 2005 im Teil 4 (§§ 36 ff.) geregelt.
Der Netzzugang (begrifflich identisch mit „Netznutzung“) ist im neuen Energiewirtschaftsgesetz vom 13. Juli 2005 in Abschnitt 3 des 3. Teils (§§ 20 ff.) sowie mehreren Verordnungen geregelt.
Auf Grund des Diskriminierungsverbotes sind Netzbetreiber verpflichtet, ihre Netzverträge zu standardisieren (Standardverträge).